# Maarten Maartens

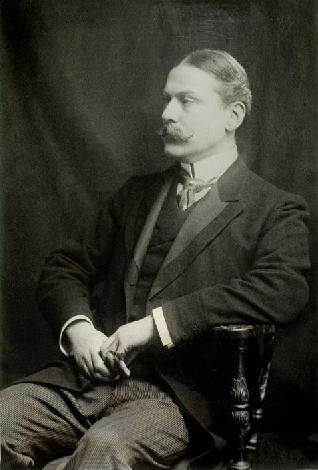
Maarten Maartens

Maarten Maartens, eigentlich Jozua Marius Willem van der Poorten Schwartz, (* 15. August 1858 in Amsterdam; † 3. August 1915 in Zeist) war ein holländischer Schriftsteller.

## Leben
Maarten Maartens war das Pseudonym von Jozua Marius Willem van der Poorten Schwartz. Er war der Sohn des Predigers und Missionars August Ferdinand Carl Schwartz (1817–1870). Die Familie konvertierte und sein Vater machte sich zur Aufgabe, andere Juden ebenfalls vom Christentum zu überzeugen. 1864 ließ sich deshalb die Familie in London nieder.
Seine Schulzeit absolvierte Maartens in England und verfasste seine Werke nahezu ausschließlich in englischer Sprache. Als sein Vater 1870 starb, ging seine Mutter mit ihm zurück nach Amsterdam und ließ sich später in Bonn nieder. Maartens beendete dort mit 19 Jahren 1877 auch seine Schulzeit. Er kehrte in die Niederlande zurück, an die Universität Utrecht und konnte sein Studium dort 1877 erfolgreich mit einer Promotion zum Dr. phil. abschließen. Zu dieser Zeit erkrankte
Jacobus Anthonie Fruin, einer seiner Dozenten, und Maartens wurde aufgefordert, diesen zu vertreten. Als Fruin 1884 starb, war Maartens als Nachfolger im Gespräch, wurde aber von der Universität abgelehnt.
Bereits 1883 heiratete Maartens in Amsterdam seine Cousine Anna van Vollenhoven (1862–1924) und hatte mit ihr eine Tochter: Ada (1888–1944). Durch die Mitgift Annas konnte sich das Ehepaar erlauben, Zeit seines Lebens keinerlei Beruf auszuüben. Da beide sehr kränklicher Natur waren, begannen sie immer wieder Heilbäder aufzusuchen und reisten dafür durch halb Europa. Einige Reisen unternahm Maartens auch allein mit seinem Butler.
Ein Jahr nach seiner Heirat erwarb Maartens ein riesiges Anwesen in der Nähe Doorns und ließ sich dort ein kleines Schloss errichten. 1903 konnte die Familie einziehen und nannte es Zonheuvel (Sonnenhügel).
1889 wurde Maartens durch ein königliches Dekret von Wilhelm III. erlaubt, seinem Familiennamen „Schwartz“ den Namen „van der Poorten“ hinzuzufügen. Da zu dieser Zeit Maartens bereits allgemein unter seinem Pseudonym bekannt war, war dies wohl nur ein Verwaltungsakt, mit dem Maartens den Namen seine Urgroßeltern weiter leben lassen wollte.
Als erklärter Pazifist war Maartens vom Ausbruch des Ersten Weltkriegs schockiert. 14 Tage vor seinem 57. Geburtstag starb Maarten Maartens am 3. August 1915 in Doorn und fand dort auch seine letzte Ruhestätte.

## Rezeption
Das Œuvre Maartens umfasst Romane, Kurzgeschichten, Theaterstücke und Gedichte. Seine ersten literarischen Versuche stammen aus seiner Schulzeit in England; das ist auch die Erklärung, dass er fast alle seine Werke in englischer Sprache veröffentlichte. Sein Debüt als Schriftsteller hatte er mit einer kleinen Lyrik-Anthologie, die sein Freund Reginald Stanley Faber wohlwollend besprach, ihm aber den Rat gab, sich mehr Richtung Prosa zu orientieren.
Sein erster Roman, der Kriminalroman „The black Box Murder“, war sehr erfolgreich und wurde u. a. von George Bernard Shaw gelobt. Als Ehrenmitglied des English Author’ Club machte er die Bekanntschaft vieler Kollegen; u. a. zählten J. M. Barrie, George Bentley, Edmund Gosse und George Meredith zu seinen Freunden.
Als gefeierter Schriftsteller wurde Maartens 1907 von Andrew Carnegie eingeladen, um u. a. am 12. April in New York auf dem New York Peace Congress zu sprechen. Zum Abschluss seiner Reise wurde Maartens von Präsident Theodore Roosevelt ins Weiße Haus nach Washington, D.C. eingeladen.
Viele seiner Werke wurden von Eva Schumann ins Deutsche übersetzt.

## Ehrungen
- 1891 Ehrenmitglied im English Authors Club
- 1905 Ehrendoktor der University of Aberdeen

## Werke (Auswahl)
- A comedy of crime.
  - deutsch: Die Komödie eines Verbrechens. Drei Novellen. Reclam, Leipzig 1947.
- Mother.
  - deutsch: Die Mutter. Eine Novelle. Reclam, Leipzig 1928.
- Dorothea. A story of the Pure in heart.
  - deutsch: Dorothea. Geschichte eines reinen Herzens. Verlag Ahn, Bonn 1908.
- Mountains high.
  - deutsch: Aus tiefer Höhe. Eine Geschichte aus hohen Kreisen. Verlag Ahn, Bonn 1906.
- An old maid's love.
  - deutsch: Die Liebe eines alten Mädchens. Verlag Ahn, Bonn 1897.
- The sin of Joost Avelingh.
  - deutsch: Joost Avelinghs Schuld. Eine holländische Geschichte. Verlag Ahn, Bonn 1896.
- Lis Doris.
  - deutsch: Lis Doris. Die Geschichte eines Malers. Henschel Verlag, Berlin 1957.
- The black-box murder.
  - deutsch: Der schwarze Koffer. Geschichte eines Mordes, erzählt von dem, der den Mörder ausfindig machte. Engelhorn, Stuttgart 1892.
- New Religion.
  - deutsch: Die neue Religion. Ein moderner Roman. Verlag Ahn, Bonn 1908.
- Healers.
  - deutsch: Heilende Hände. Erzählung. Verlag Ahn, Bonn 1911.
- God's fool.
  - deutsch: Gottes Narr. Eine Geschichte aus Koopstad. Verlag Die Brücke, Berlin 1925.